# Peter Harvánek
Peter Harvánek je český politik a manažer, od března do května 2013 místopředseda ANO 2011, v letech 2016 až 2020 předseda hnutí Změna pro lidi, od roku 2024 zastupitel Moravskoslezského kraje, od roku 2022 zastupitel Ostravy a městského obvodu Moravská Ostrava a Přívoz.

## Život
Je absolventem Žilinské univerzity v Žilině a Vysoké školy báňské – Technické univerzity Ostrava. Poté působil jako pedagog a lektor finančního vzdělávání pro školy. K roku 2022 působil jako manažer ve finančním sektoru.
Je ženatý a má tři děti.

### Politické působení
V roce 2012 vstoupil do hnutí ANO 2011 a stal se koordinátorem hnutí pro Ostravu a v únoru 2013 začal působit jako předseda Moravskoslezské organizace hnutí. V březnu 2013 byl zvolen místopředsedou hnutí pro média, reklamu a marketing. Na funkci místopředsedy (a také člena) hnutí rezignoval v květnu 2013 kvůli údajnému autoritativnímu vedení Andreje Babiše.
Ve sněmovních volbách v roce 2013 kandidoval jako nestraník na 2. místě kandidátní listiny hnutí Změna. V komunálních volbách v roce 2014 byl již jako člen hnutí Změna lídrem kandidátní listiny uskupení ZMĚNA PRO OSTRAVU ve volbách do zastupitelstva Ostravy, ale mandát nezískal. Neúspěšný byl v těchto volbách i ve své kandidatuře na zastupitele městského obvodu Moravská Ostrava a Přívoz, do kterého kandidoval z druhého místa kandidátní listiny zvané Změna pro Ostravu.
V krajských volbách v roce 2016 neúspěšně kandidoval do zastupitelstva Moravskoslezského kraje jako lídr uskupení Změna pro lidi, kterému od března téhož roku předsedal. Ve sněmovních volbách v roce 2017 vedl jako člen ZpL kandidátní listinu Rozumných s názvem ROZUMNÍ - stop migraci a diktátu EU - peníze našim občanům, důchodcům, dětem, zdravotně postiženým..., nicméně hnutí v Poslanecké sněmovně PČR žádný mandát nezískalo (celostátně získalo 0,72 %). V komunálních volbách v roce 2018 neúspěšně kandidoval na 3. místě kandidátní listiny uskupení LEČO do ostravského zastupitelstva a na 2. místě kandidátní listiny do zastupitelstva městského obvodu Moravská Ostrava a Přívoz.
V roce 2020 skončil ve funkci předsedy uskupení Změna pro lidi, vstoupil do hnutí SPD a figuroval na 10. místě kandidátní listiny hnutí v krajských volbách v roce 2020 v Moravskoslezském kraji. Ve sněmovních volbách v roce 2021 pak kandidoval ze 4. místa kandidátní listiny SPD na funkci poslance. Získal 1 502 preferenčních hlasů, ale nebyl zvolen. Stal se ale prvním náhradníkem.
V senátních volbách v roce 2022 kandidoval za SPD v senátním obvodu č. 70 – Ostrava-město. Se ziskem 13,04 % hlasů skončil na čtvrtém místě a do druhého kola voleb tak nepostoupil. V souběžných komunálních volbách byl jako lídr kandidátní listiny SPD v Ostravě zvolen jejím zastupitelem, z 2. místa kandidátní listiny byl pak rovněž zvolen zastupitele Moravské Ostravy a Přívoz. V krajských volbách v roce 2024 poté získal také mandát zastupitele Moravskoslezského kraje z druhého místa kandidátní listiny SPD, Trikolora a PRO. Ve sněmovních volbách v roce 2025 kandiduje na 6. místě kandidátní listiny hnutí SPD v Moravskoslezském kraji.
Dlouhodobě úzce spolupracuje s poslancem SPD Janem Sílou.